# Miếu Na Tra
Miếu Na Tra (tiếng Bồ Đào Nha: Templo Na Tcha; tiếng Trung: 大三巴哪吒廟) xây dựng năm 1888 là một đền thờ tín ngưỡng dân gian Trung Quốc nằm tại Santo António, Ma Cao, Trung Quốc. Nó được dành riêng để thờ phụng Na Tra hay Tam Thái tử.

## Lịch sử
Nó được xây dựng để tôn kính vị thần hộ mệnh. Người ta tin rằng, nó được xây dựng để cầu mong chấm dứt bệnh dịch hạch đang tàn phá khu vực trong thời gian đó.
Đền thờ này được UNESCO công nhận là Di sản thế giới như là một phần của "Khu lịch sử Ma Cao".

## Mô tả
Đây là một miếu truyền thống của Trung Quốc đơn giản có kích thước dài 8,4 mét (28 ft) và rộng 4,51 mét (14,8 ft). Cổng vào mở ra một ngôi đền sâu 5 mét (16 ft). Tòa nhà được sơn màu xám, với ít đồ trang trí, ngoại trừ những bức tranh trên tường dưới mái hiên lối vào. Mái của ngôi miếu cao 5 mét là kiểu mái nhà truyền thống.
Nó nằm ngay sau Di tích Nhà thờ Thánh Phaolô, là một trong những ví dụ điển hình về bản sắc đa văn hóa của Ma Cao.